# Auston Matthews
Auston Taylour Matthews (né le 17 septembre 1997 aux États-Unis à San Ramon, en Californie)  est un joueur professionnel américano-mexicain,  de hockey sur glace  évoluant dans la Ligue nationale de hockey en tant que centre. Il fait ses débuts dans la LNH lors de la saison 2016-2017 après avoir été le premier choix du repêchage la même année.
Matthews est le premier joueur à marquer quatre buts lors de son premier match en LNH depuis l'ère moderne de la ligue. Il marque 40 buts lors de sa première saison, la seconde recrue à réaliser cette performance depuis le lock-out de 2004-2005.

## Biographie

### Jeunes années
Auston Matthews (né dans la Baie de San Francisco) est le fils de Brian, originaire de Californie, et de Ema, originaire de Hermosillo, au Mexique. Sa famille déménage en Arizona alors qu'il n'a que deux mois et il assiste aux premiers matchs des Coyotes de l'Arizona à l'âge de deux ans. Il deviendra fan de cette équipe et ses idoles en grandissant sont Shane Doan et Daniel Brière.
Il exprime pour la première fois le désir de jouer au hockey après son cinquième anniversaire et commence dans l'équipe enfants des Bobcats d'Arizona.
Il joue à la fois au baseball et au hockey. Selon son père, il est plus doué en baseball grâce à son excellente coordination œil-main qui en fait un très bon frappeur. Toutefois, il déteste le rythme très lent du jeu et préfère le style rapide et en mouvement du hockey. Son premier entraîneur durant ses jeunes années est Boris Dorozhenko, qui a fondé le programme national de hockey sur glace à Mexico. Durant ses premières années aux États-Unis, il a vécu avec Matthews et ses parents,.

### Début dans le hockey
Auston Matthews est repêché 57e au total par les Silvertips d'Everett au repêchage bantam de 2012 de la Ligue de hockey de l'Ouest. Celui-ci permet aux joueurs de 15 ans d'intégrer la ligue junior majeure canadienne. Matthews préfère opter pour l'Équipe nationale de développement des États-Unis (en anglais, United States National Team Development Program) qui est en compétition dans la United States Hockey League (USHL), représentant la ligue junior la plus élevée des États-Unis.
Pour la saison 2013-2014, il joue pour l'équipe des moins de 17 ans où il se fait remarquer par les recruteurs de la Ligue Nationale de Hockey (LNH).  Il est même mis en avant sur le site internet de la LNH avec un focus sur son parcours atypique du sud-ouest des États-Unis.
Dans sa seconde année, il joue pour l'équipe des moins de 18 ans et termine meilleur compteur de la USHL avec 116 points (55 buts, 61 aides), rendant obsolète le record du programme de développement détenu à 102 points par la star des Blackhawks de Chicago Patrick Kane en 2005-2006. Le 21 mai 2015, Matthews gagne le prix Bob Johnson pour son excellence en compétition internationale.

### Année en Suisse

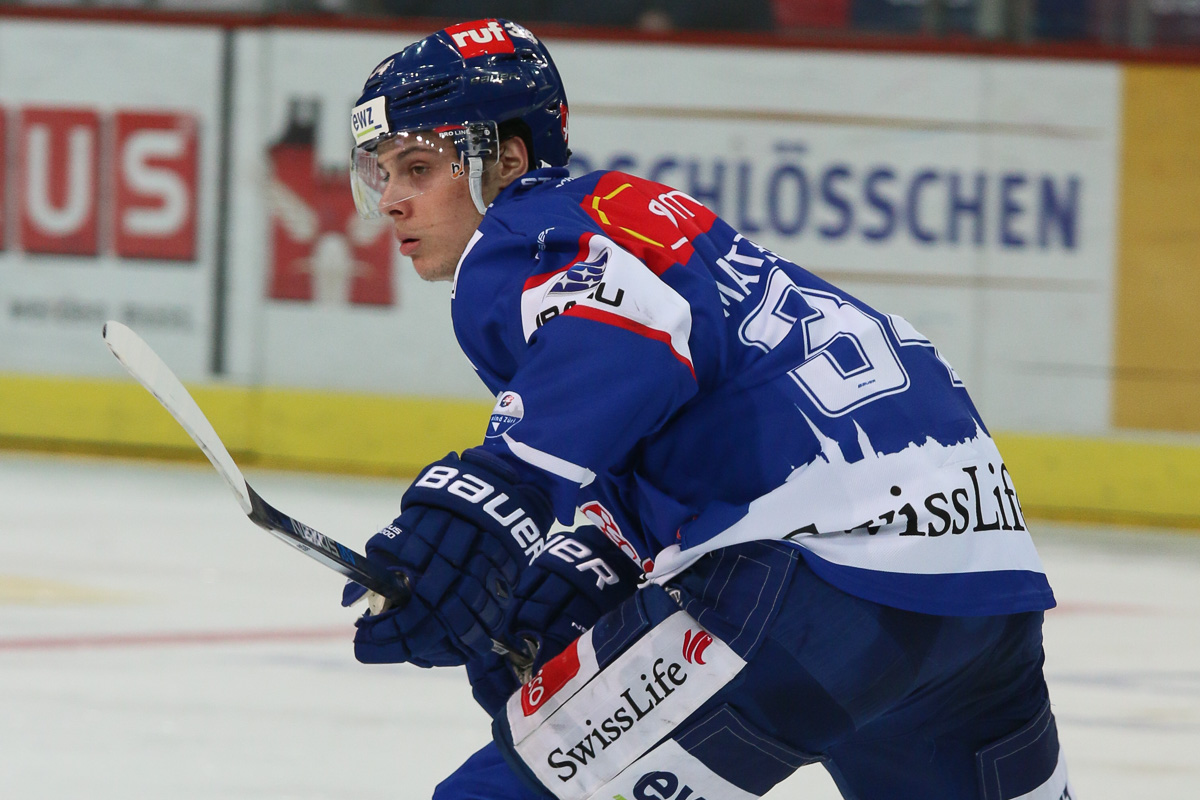
Matthews lors de son année chez les ZSC Lions.

Plutôt que de continuer à jouer en ligue amateur aux États-Unis ou d'aller en Ligue canadienne de hockey, Auston Matthews choisit de jouer en ligue professionnelle pour sa dernière année avant d'être éligible au repêchage d'entrée 2016 de la LNH. Il manque le repêchage 2015 car sa date de naissance le situe deux jours après la limite d'entrée, ce qui explique qu'il soit entré dans la LNH une année plus tard que certains joueurs de la même génération, adversaires ou coéquipiers en tournois internationaux (Jack Eichel, Connor McDavid, Mitchell Marner, Zachary Werenski...)
Le 7 août 2015, Matthews signe un contrat d'un an avec les ZSC Lions jouant en première division du championnat de Suisse (LNA). Il a été approché par l'entraineur des Lions, Marc Crawford, qui a été impressionné par son patinage et sa protection de la rondelle (palet) pendant le championnat du monde moins de 18 ans. Crawford a tout de suite appelé son agent, Pat Brisson, pour discuter d'une signature dans son équipe. Matthews et sa famille acceptent rapidement et passent les mois suivants à remplir les papiers administratifs pour venir jouer en Europe.
Après avoir manqué les quatre premiers matchs de la saison 2015-2016, il fait ses débuts en ligue Suisse le 18 septembre et marque son premier but le même jour contre Benjamin Conz du HC Fribourg-Gottéron à domicile, au Hallenstadion. Il passe la majorité de la saison sur la même ligne que le vétéran Robert Nilsson, avec qui il trouve une alchimie.
Le 3 février 2016, il est crédité de deux aides dans la victoire 4 à 1 contre le Lausanne HC au cours de la finale 2015-2016 de la Coupe de Suisse. Il termine la saison régulière à la deuxième place de son club et la dixième place de la ligue pour le nombre de buts marqués. De plus, il remporte le prix d’Étoile Montante de la LNA et termine deuxième des votes pour le Joueur le plus Utile de la ligue.
Pendant son séjour en Suisse, Matthews vit avec sa mère et sa sœur Alexandria pendant que son père est resté en Arizona, bien qu'ils se parlent quotidiennement. En dehors du hockey, il est inscrit dans des cours par correspondance avec l'Université du Nebraska à Omaha et se fait aider par sa sœur à la maison,.

### La LNH

#### Repêchage d'entrée
En juin 2016, Matthews est sélectionné au premier rang du repêchage d'entrée dans la LNH par les Maple leafs de Toronto, devenant le premier américain sélectionné au tout premier choix depuis Patrick Kane en 2007. Depuis plus d'un an, qu'il était favori pour être sélectionné au premier choix, se situant en permanence en première position des classements prospects et des rapports des journalistes. La rumeur médiatique suggère que Matthews et l'équipe soient engagés dans une dispute mineure concernant les bonus de performance inclus dans le contrat : Matthews demande à l'équipe un contrat similaire à ceux de Connor McDavid ou Jack Eichel, qui sont tous les deux évalués à 3.775 millions de dollars par an (en intégrant les bonus). Bien que le directeur général des Leafs Lou Lamoriello a toujours fait part de son opposition vis-à-vis de l'inclusion de bonus dans les contrats des joueurs, il a clairement expliqué que cela n'a jamais posé de problèmes dans la discussion du contrat d'Auston.
Le 21 juillet, les deux parties concluent un accord, Matthews signant pour un contrat d'entrée de trois ans, qui inclut le montant maximum autorisé pour les bonus de performance. Lamoriello déclare que le contrat a été réglé en 10 minutes de réunion et que l'accord a été réglé «the Toronto way» (c'est-à-dire « à la Toronto »),. L'agent du joueur confirme plus tard que le contrat n'a posé aucun souci de négociation. Il est identique en termes de montant à celui de McDavid ou Eichel, signé l'année précédente. Deux semaines plus tard, Matthews reçoit le prix du «Jeune de l'année de la LNA» réservé à la meilleure recrue de la ligue, ce qui représente sa cinquième récompense pour son année en Suisse.

#### Saison 2016-2017
Matthews fait ses débuts en LNH lors du premier match de la saison, le 12 octobre 2016, contre les Sénateurs d'Ottawa. Il marque quatre buts dans le match, contre Craig Anderson. C'est le premier joueur de l'ère moderne de la LNH à réussir cette performance ; Joe Malone et Harry Hyland marquent cinq buts chacun dans leur premier match de LNH le 19 décembre 1917 (le tout premier match de l'histoire de la ligue). Par la suite, quatre autres joueurs ont marqué trois buts mais personne n'a surpassé le coup du chapeau jusqu'à Matthews.
Son maillot est mis en vente dès son premier match et devient très rapidement le maillot le plus vendu de la ligue. Deux mois plus tard, lors du Classique du centenaire de la LNH, Matthews marque le but vainqueur en prolongation, dans une victoire 5-4 pour les Maple Leafs. Le 10 janvier 2017, il est le seul joueur des Leafs sélectionné pour participer au 62e Match des étoiles de la LNH.
Le 28 mars 2017, Matthews inscrit son 35e but de la saison, battant le record de Wendel Clark du maximum de buts marqués dans sa première saison par une recrue des Leafs. Le 3 avril, il marque son 39e but et son 67e point, battant le record de la franchise pour la maximum de points inscrit dans une première saison par une recrue ainsi que par une recrue d'origine américaine. Quelques jours plus tard, il marque son 40e but de la saison, devenant la deuxième recrue depuis le lock-out de 2004-2005 à réussir l'exploit.
Les performances de Matthews participent à l'accès en série éliminatoire pour les Maple Leafs pour la première fois depuis 2004. Sans points dans les deux premiers matchs, il marque un but dans chacun des quatre matchs restants mais l'équipe est éliminée par les Capitals de Washington en six matchs.
À la suite des différents records de cette première saison en LNH et ses performances, Matthews remporte le trophée Calder avec 164 votes sur 167.

## Carrière internationale
Matthews participe avec l'équipe des États-Unis junior à la victoire des Championnats du monde moins de 18 ans, en 2014 et 2015. Cette seconde année, il mène également le tournoi en nombre de buts et est nommé Most Valuable Player du tournoi ainsi que sélectionné dans l'équipe étoiles. Il est également appelé dans l'effectif pour la Coupe des nations 2015 mais est obligé de se retirer du tournoi du fait d'une blessure au dos.

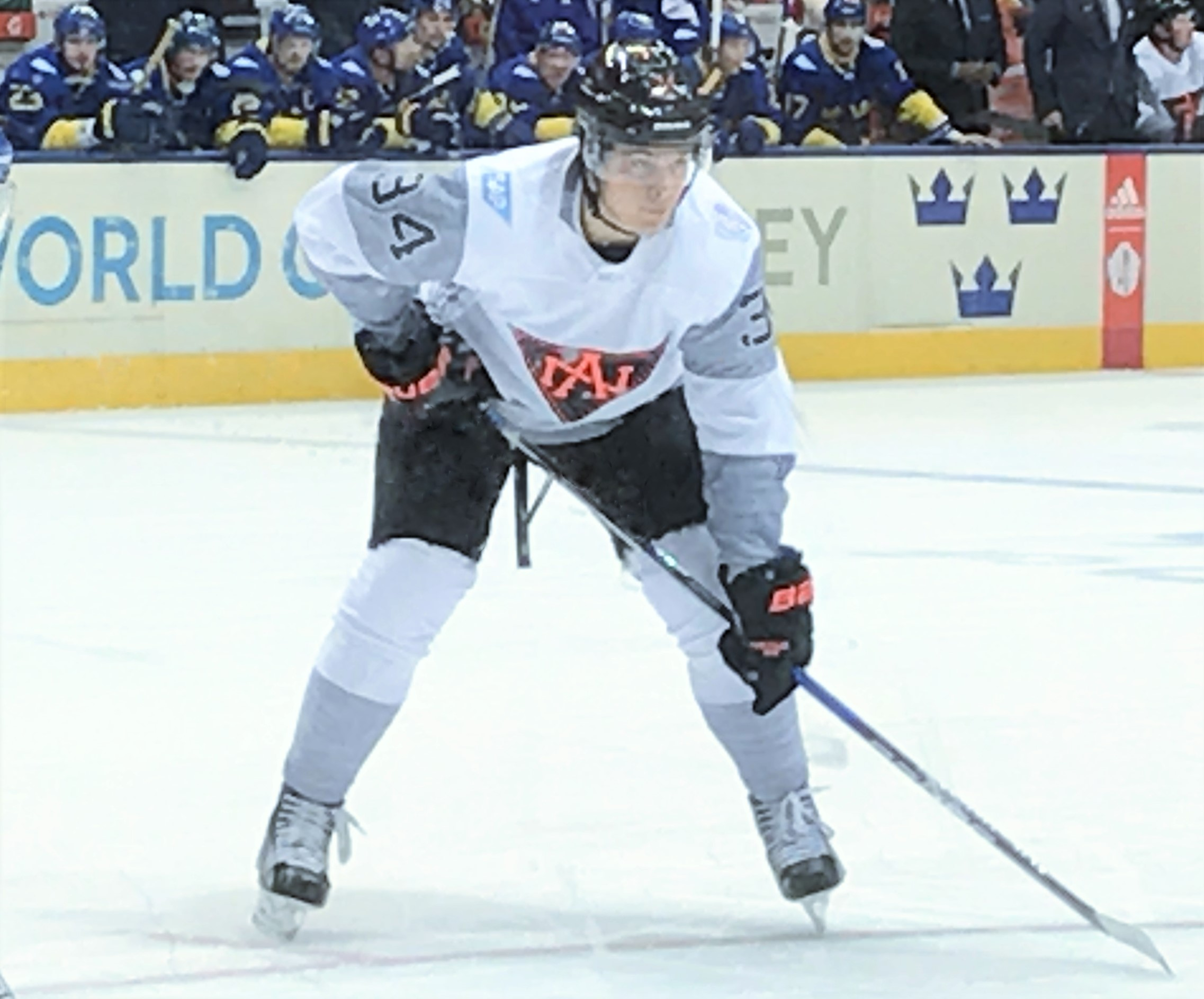
Matthews avec l'équipe Nord-Américaine lors de la Coupe du monde de hockey sur glace en 2016

En 2016, il participe tout d'abord au Championnat du monde junior (moins de 20 ans) qui a lieu à Helsinki où Matthews et Matthew Tkachuk marquent tous les deux onze points et mènent l'équipe des États-Unis en nombre de buts. Après une défaite en demi-finale, les Américains battent les Suédois et repartent avec la médaille de bronze. Ses sept buts le placent à un but d'écart du record de l'équipe des États-Unis, détenu par Jeremy Roenick depuis 1989.

### Records

#### LNH
- Le plus de buts marqués (quatre) lors de son premier match dans l'ère moderne de la LNH, dépassant Alex Smart, Real Cloutier, Fabian Brunnstrom,Derek Stepan et plus récemment Ryan Poehling (3 buts)[24].
- Le plus de but marqués (40) lors d'une première saison par une recrue de nationalité américaine, dépassant Neal Broten qui a marqué 38 buts dans sa première saison avec les North Stars du Minnesota en 1981-1982.
- Le plus de matchs consécutifs avec des tirs à la cage en début de carrière. Il a terminé sa série de 103 matchs lors d'une victoire 4-1 contre les Flames de Calgary le 28 novembre 2017[35].

#### Maple Leafs de Toronto
- Le joueur des Leafs le plus rapide à marquer 25 buts (en 52 matchs), dépassant Howie Meeker (58 matchs en 1946–1947)[36].
- Le plus de points marqués par une recrue (69), dépassant Peter Ihnačák, avec 66 points en 1982–1983[37].
- Le plus de buts marqués par une recrue (40), dépassant Wendel Clark, avec 34 buts en 1985-1986[38].

### Trophées et honneurs personnels

#### Trophées du Championnat de Suisse
- 2016 : Coupe de Suisse, avec les ZSC Lions
- Prix de l’étoile montante de la LNA
- Sélectionné dans l'équipe étoiles de la LNA par les médias
- Le joueur avec la meilleure progression de la LNA par les médias
- Jeune de l'année de la LNA

#### Trophées de la Ligue nationale de hockey
- 2016-2017 :
  - nommé recrue du mois en décembre 2016[39]
  - remporte le trophée Calder[40]
  - participe au 62e Match des étoiles (1)[41]
  - sélectionné dans l'équipe d'étoiles des recrues[42]
- 2017-2018 :
  - participe au 63e Match des étoiles (2)
- 2018-2019 :
  - participe au 64e Match des étoiles (3)
- 2019-2020 :
  - invité au 65e Match des étoiles mais n'y participe pas en raison d'une blessure (4)
- 2020-2021 :
  - remporte le trophée Maurice-Richard (41 buts)[N 1] (1)
- 2021-2022 :
  - remporte le trophée Maurice-Richard (60 buts) (2)
  - participe au 66e Match des étoiles (5)
  - remporte le trophée Ted-Lindsay
  - remporte le trophée Hart
- 2022-2023 :
  - invité au 67e Match des étoiles mais n'y participe pas en raison d'une blessure (6)
- 2023-2024 :
  - participe au 68e Match des étoiles de la LNH (7)
  - nommé joueur par excellence du 68e Match des étoiles
  - remporte le trophée Maurice-Richard (69 buts) (3)

#### Trophées Internationaux
- 2014 :
  -  Hockey Challenge des moins de 17 ans
  -  Championnat du monde moins de 18 ans
- 2015 :
  -  Championnat du monde moins de 18 ans
  - Joueur le Plus Utile au Championnat du monde de moins de 18 ans[32]
  - Équipe étoiles du Championnat du monde de moins de 18 ans, par les médias[32]
  - Meilleur buteur du Championnat du monde de moins de 18 ans
  - Le prix Bob Johnson, par la Fédération nationale des États-Unis, pour récompenser l'excellence dans les compétitions internationales sur une saison spécifique.
- 2016 :
  - Équipe étoiles du Championnat du monde junior (moins de 20 ans)

## Statistiques

### Statistiques en club
| Saison     | Équipe                                  | Ligue      |     | Saison régulière | Saison régulière | Saison régulière | Saison régulière | Saison régulière |    | Séries éliminatoires | Séries éliminatoires | Séries éliminatoires | Séries éliminatoires | Séries éliminatoires |
| Saison     | Équipe                                  | Ligue      | PJ  | B                | A                | Pts              | Pun              | PJ               | B  | A                    | Pts                  | Pun                  |                      |                      |
| 2013-2014  | United States National Development Team | USHL       | 20  | 10               | 10               | 20               | 4                | -                | -  | -                    | -                    | -                    |                      |                      |
| 2014-2015  | United States National Development Team | USHL       | 24  | 20               | 28               | 48               | 10               | -                | -  | -                    | -                    | -                    |                      |                      |
| 2015-2016  | ZSC Lions                               | LNA        | 36  | 24               | 22               | 46               | 6                | 4                | 0  | 3                    | 3                    | 2                    |                      |                      |
| 2016-2017  | Maple Leafs de Toronto                  | LNH        | 82  | 40               | 29               | 69               | 14               | 6                | 4  | 1                    | 5                    | 0                    |                      |                      |
| 2017-2018  | Maple Leafs de Toronto                  | LNH        | 62  | 34               | 29               | 63               | 12               | 7                | 1  | 1                    | 2                    | 0                    |                      |                      |
| 2018-2019  | Maple Leafs de Toronto                  | LNH        | 68  | 37               | 36               | 73               | 12               | 7                | 5  | 1                    | 6                    | 2                    |                      |                      |
| 2019-2020  | Maple Leafs de Toronto                  | LNH        | 70  | 47               | 33               | 80               | 8                | 5                | 2  | 4                    | 6                    | 0                    |                      |                      |
| 2020-2021  | Maple Leafs de Toronto                  | LNH        | 52  | 41               | 25               | 66               | 10               | 7                | 1  | 4                    | 5                    | 0                    |                      |                      |
| 2021-2022  | Maple Leafs de Toronto                  | LNH        | 73  | 60               | 46               | 106              | 18               | 7                | 4  | 5                    | 9                    | 0                    |                      |                      |
| 2022-2023  | Maple Leafs de Toronto                  | LNH        | 74  | 40               | 45               | 85               | 20               | 11               | 5  | 6                    | 11                   | 7                    |                      |                      |
| 2023-2024  | Maple Leafs de Toronto                  | LNH        | 81  | 69               | 38               | 107              | 20               | 5                | 1  | 3                    | 4                    | 2                    |                      |                      |
| Totaux LNH | Totaux LNH                              | Totaux LNH | 562 | 368              | 281              | 649              | 114              | 55               | 23 | 25                   | 48                   | 11                   |                      |                      |

### Statistiques en équipe nationale
| Année | Équipe                   | Compétition                          |    | PJ | B | A  | Pts | Pun | +/-                |  | Résultat |
| 2014  | États-Unis -18 ans       | Défi Mondial -17 ans                 | 6  | 4  | 4 | 8  | 8   |     | Médaille d'or      |  |          |
| 2014  | États-Unis -18 ans       | Championnat du monde -18 ans         | 7  | 5  | 2 | 7  | 4   | +7  | Médaille d'or      |  |          |
| 2015  | États-Unis -18 ans       | Championnat du monde - 18 ans        | 7  | 8  | 7 | 15 | 0   | +11 | Médaille d'or      |  |          |
| 2015  | États-Unis -20 ans       | Championnat du monde junior -20 ans  | 5  | 1  | 2 | 3  | 4   | 0   | Cinquième          |  |          |
| 2016  | ZSC Lions                | Ligue des Champions                  | 1  | 0  | 1 | 1  | 0   |     | 16e de finale      |  |          |
| 2016  | ZSC Lions                | Coupe de Suisse                      | 3  | 4  | 3 | 7  | 0   |     | Vainqueur          |  |          |
| 2016  | États-Unis -20 ans       | Championnat du monde junior - 20 ans | 7  | 7  | 4 | 11 | 2   | +6  | Médaille de bronze |  |          |
| 2016  | États-Unis               | Championnat du monde                 | 10 | 6  | 3 | 9  | 2   | 0   | Quatrième          |  |          |
| 2016  | Amérique du Nord -24 ans | Coupe du monde                       | 3  | 2  | 1 | 3  | 0   | +2  | Cinquième          |  |          |
| 2025  | États-Unis               | Confrontation des 4 nations          | 3  | 0  | 3 | 3  | 0   | +1  | Finalistes         |  |          |